# Шостак Петро
Петро́ Шоста́к  (* 30 січня 1943) — канадський маляр українського походження.
Народився в Бонневілі (Альберта) в українській родині (мати у 1939 приїхала до Канади з одного із сіл під Корцем). По закінченні студій з мистецтва в Університеті Альберти 1969–1979 працював професором мистецтва в Університеті Вікторії. З 1980-их pp. присвятився малярству і шовкодруку. 
Шостак реально відтворює своє дитинство і життя на фермі, при чому фіксує історію Канади й українського поселення. З успіхом виставляє як в українських, так і в канадських численних ґалереях; його твори знаходяться в багатьох приватних колекціях. Його картини були представлені у 1992 на виставці у Ванкувері присвяченій 100-річчю від дня прибуття на землю Канади перших українців.